# エールツェ
エールツェまたはエルツェ (ドイツ語: Elze, ドイツ語発音: [ˈeːlt‿sə] ( 音声ファイル))は、ドイツ連邦共和国ニーダーザクセン州ヒルデスハイム郡に属す市である。人口約9,000人のこの小都市は、同郡西部に位置し、ハノーファー＝ブラウンシュヴァイク＝ゲッティンゲン大都市圏に含まれる。
本市は、ライネ川支流のザーレ川沿いに位置する。旧市街は、16世紀から17世紀の木組み建築が1824年の火災後の都市復興で建設された教会を中心に建ち並ぶことを特徴としている。

## 地理

### 位置
エールツェは、ヒルデスハイムの西、マリエンブルク城、ポッペンブルク城、ヴィッテンブルク修道院教会がある北ドイツ低地を望むニーダーザクセン山地の北端に位置している。

### 市の構成
| 市区             | 面積 (km2) | 人口（人） (2024年12月31日現在) |
| ---------------- | ---------- | ------------------------------- |
| エールツェ       | 14.68      | 6,071                           |
| エスベック       | 7.05       | 437                             |
| メーレ           | 9.67       | 1,137                           |
| ゼールデ         | 4.95       | 433                             |
| ゾルズム         | 2.46       | 228                             |
| ヴィッテンブルク | 2.24       | 97                              |
| ヴュルフィンゲン | 6.65       | 803                             |

## 歴史

### 中世
エールツェでは800年より以前にすでに定住が行われていた。カール大帝の時代にここは、Aula Caesaris（皇帝の宮殿）と呼ばれ、これを略して Aulica と称された。これから Aulze、Elze と地名が変遷した。エールツェは800年頃から、カール大帝によって創設されたオストファーレンにおける司教座の1つで、守護聖人は使徒で初代教皇のペテロであった。その後エールツェの教会は「使徒の頭」ペテロに加えて、初期キリスト教における最も重要な宣教師であったパウロにも献堂され、聖ペテロおよびパウロ教会となった。両者はこの街の紋章にも描かれている。伝承ではランスから来たとされる聖職者グンターが、いつ、どこで布教活動をはじめ、最初の司教座をどこに置いたかは精確に分かっていない。カール大帝が何度もエールツェに軍営を置いたことから、グンターもここから布教を始めたと推測される。ルートヴィヒ敬虔王が815年に司教座をヒルデスハイムに移しており、グンターがこの司教区新設を行ったと考えられる。しかし皇帝ルートヴィヒは聖母マリアをこの司教区の守護聖人に奉じた。グンターの後継者であるレムベルトは834年に司教に着座したとされる。

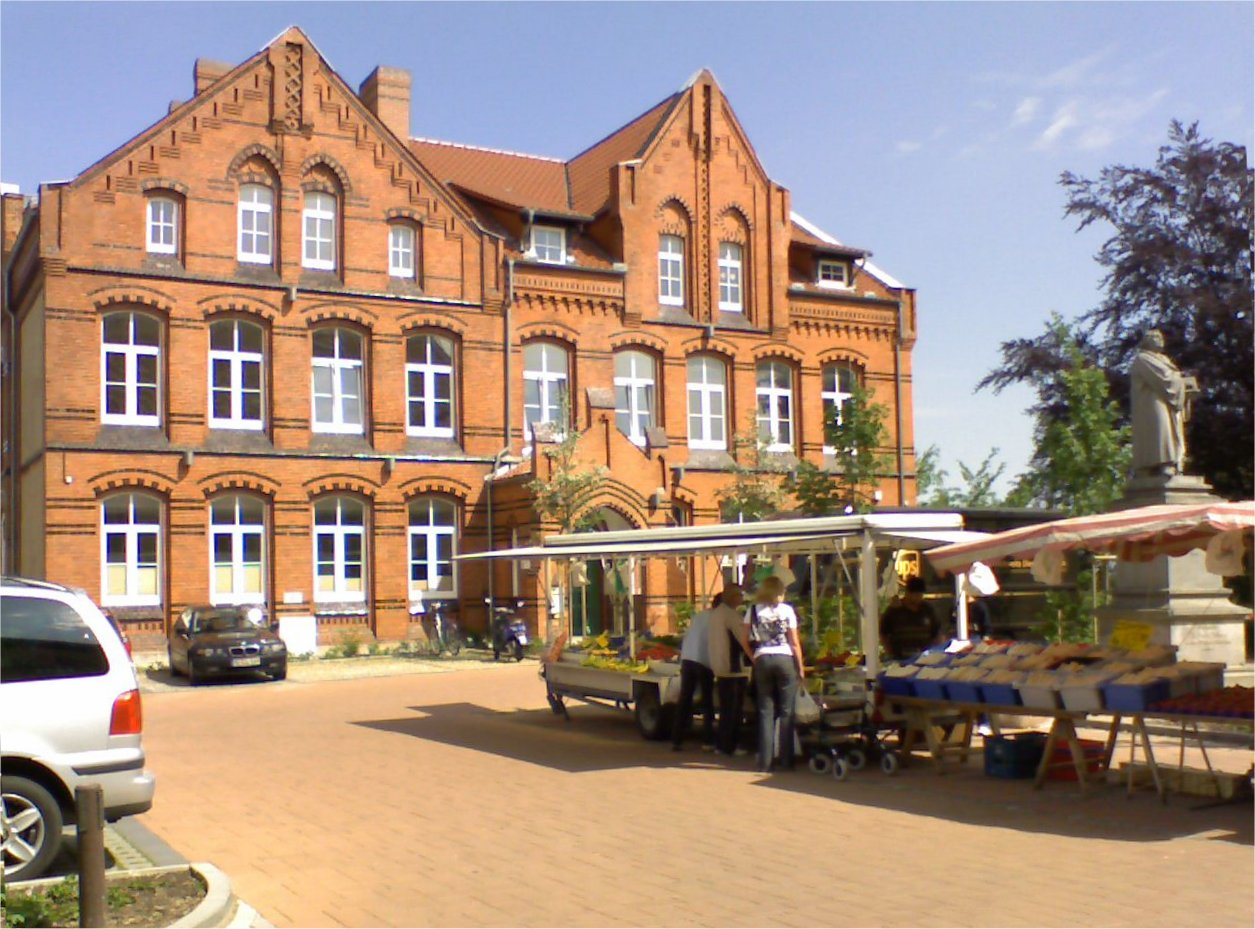
エールツェのマルクト広場

### 近代
1824年11月18日の夕方、火災により市の3/4が破壊され、その後再建された。ヒルデスハイムの領邦建築監督官ヴェレンカンプによる急速な都市再建は、教会、市庁舎、薬局、郵便局周辺に、ニーダーザクセンでは他に類を見ない古典主義建築主体の都市中心部を創出し、今日に至るまでこの街の景観を特徴付けている。

### 地名
この街の古い表記には、826年-876年 Aluchi、1068年 Alicga、1135年頃 Aulica、1151年 Alitse、1160年 Eleze、1204年 Elze がある。この地名については、2系統の異なる語源伝承が並立している。Aulica/Aulika と Alitse, Eleze, Eletse, Elze である。前者の Aulica, Aulika は、「ホール、領主の間」を意味するラテン語化した地名とされる。後者の系統は、おそらくゲルマン語で「腐った、湿った、ぬかるんだ」を意味する語根 ulin に由来すると考えられる。

### 市町村合併
市町村再編に伴い、1974年3月1日に周辺村落エスベック、メーレ、ゼールデ、ゾルズム、ヴィッテンブルク、ヴュルフィンゲンが合併した。

## 住民

### 宗教統計
Zensus 2022 によれば、住民の 48.4 % が福音主義、9.0 % がカトリック、42.6 % がその他の宗教または無宗教であった。教会信者（福音主義およびカトリック）は毎年約 1 % ずつ減少している。2024年末現在の数値は、福音主義が 44.1 %、カトリックが 8.4 %、47.6 % がその他の宗教または無宗教である。

## 行政

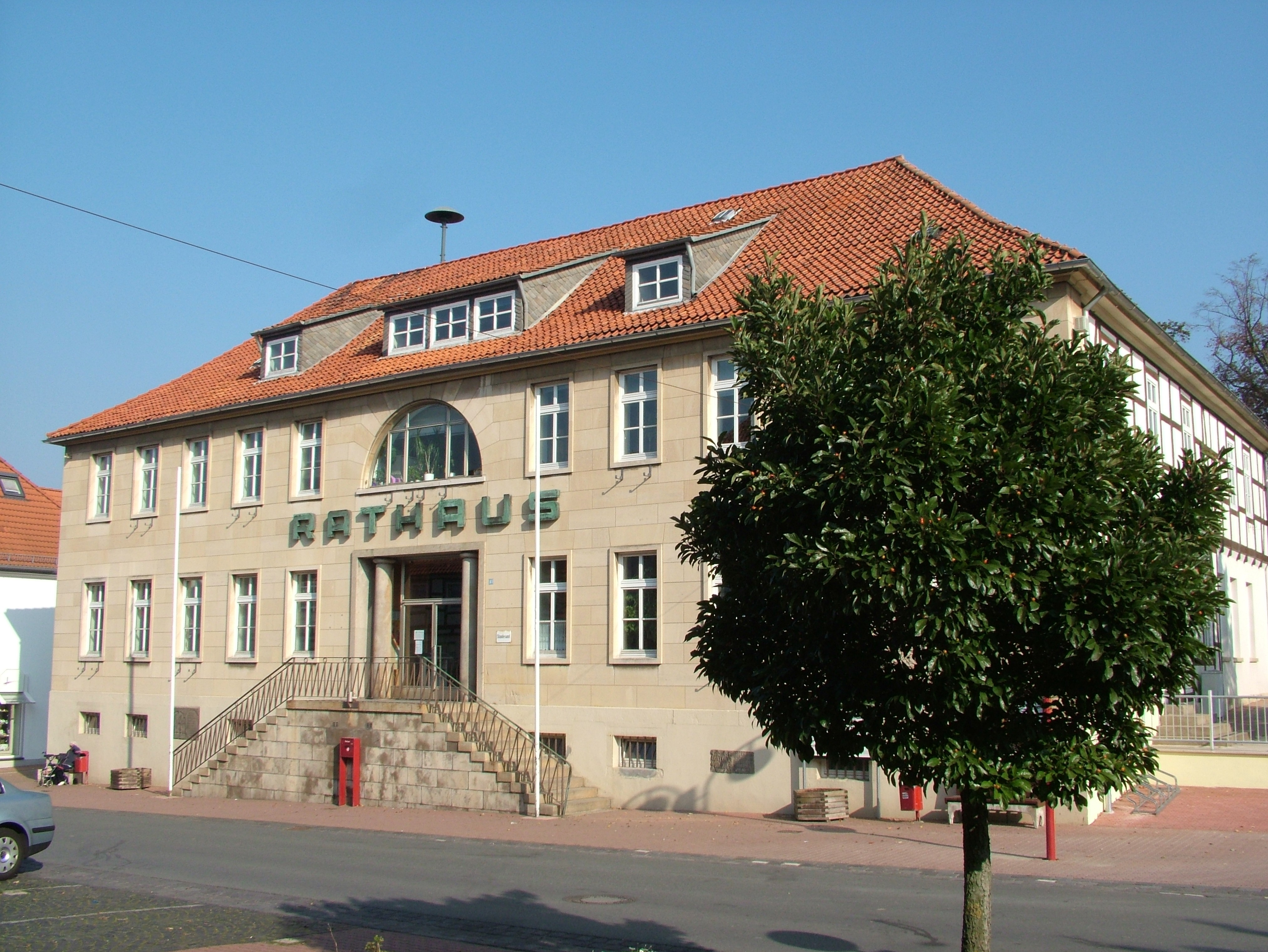
エールツェ市庁舎

### 議会
エールツェの市議会は、24議席からなる。これは人口 9,001人から10,000人の自治体の議員定数である。市議会議員は5年ごとの直接選挙で選出される。
この他に専任市長が市議会における投票権と参加権を有している。

### 首長
エールツェ市の専任市長は、ヴォルフガング・シュルマン（無所属）である。2020年9月20日の市長選挙で彼は、52.67 % の支持票を獲得して市長に選出された。この選挙の投票率は 58.26 % であった。

### 紋章

#### 1956年以降の新しい紋章
現行の紋章は、1956年にニーダーザクセン州内務大臣の認可を得た。
図柄: 青地。金の光輪を戴き銀の衣を着た聖ペテロと聖パウロが、ともに左手に赤い本をもって並んで立っている。ペテロは右手に金の鍵を、パウロは右手に金の柄がある銀の剣を持っている、彼らの前には黒地の小楯がある。小楯の内部は銀の斜め帯で、その中に赤い階段状の斜め帯が描かれている。
紋章の由来: 16世紀の石碑や街の印章にすでに聖ペテロとパウロが描かれている。エールツェが市となった17世紀半ばから両者は盾の中で向かい合って描かれていたが、19世紀になると盾の中で街の色である銀地と青地に分離された。1956年に、エールツェの古い紋章である階段状の斜め帯を持つ黒地の紋章が2人の聖人とともに描かれるようになり、街の紋章に採用された。

#### 1939年からの古い紋章

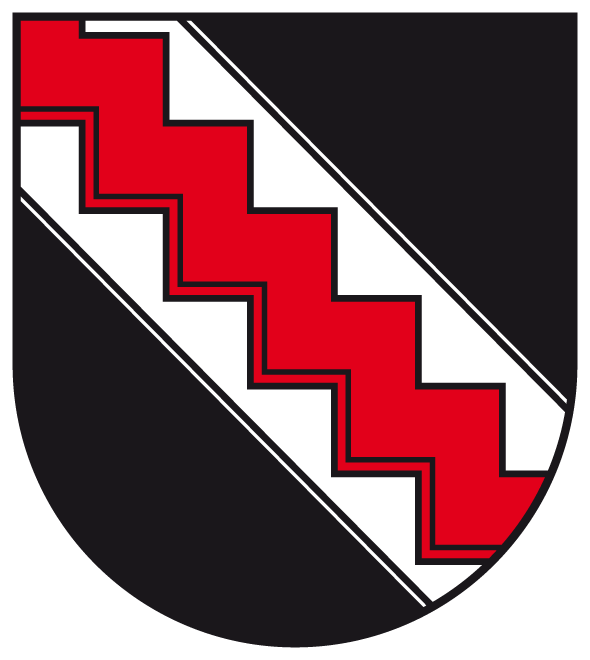
エールツェの古い紋章

本市は、1939年1月12日にハノーファー州長官から紋章の認可を得た。アルフェルトの郡長は同年5月23日にこれを発表した。
図柄: 黒地に銀の斜め帯。その中に赤い直角に折れ曲がるメアンダー帯（階段状の帯）。
紋章の由来: 中世初期に、ある貴族家が居城の場所にちなんで「フォン・エーレーツェ」家を名乗り、直角に曲がるメアンダー帯を含む斜め帯の紋章を用いた。この紋章は14世紀の文書に印章として遺されている。エールツェ市はこれをモデルにして新たな配色で紋章をデザインした。

### 姉妹都市と都市連合
- エクーシェ（フランス語版、英語版）（フランス、オルヌ県）

エールツェは、ライネベルクラント地域の一員である。この地域は、LEADERの指針に基づき、ニーダーザクセン州南部の様々な市町村が自発的に結成した共同体である。

## 文化と見どころ

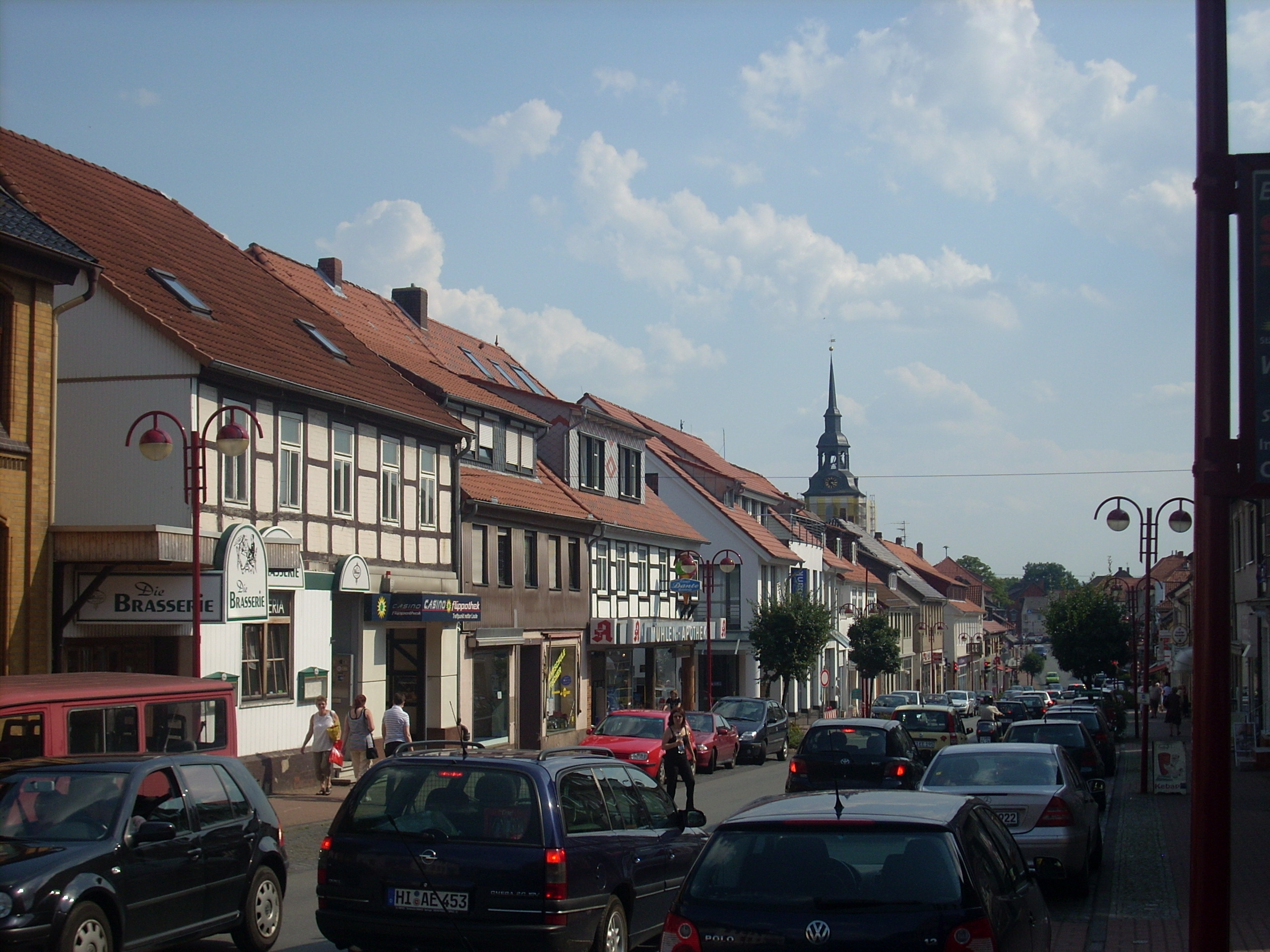
エールツェのハウプト通り

エールツェには、郷土博物館（ミューレン通り14番地）、市立公園、温水野外プール（2016年に改修）、多くのスポーツ施設がある。市には全部で45のクラブや団体がある。

### 建築
- ハウプト通りの福音主義＝ルター派ペーターおよびパウル教会
- シュミーデトーア通りのカトリック「鎖につながれた聖ペテロ」教会
- 1853年から1854年にコンラート・ヴィルヘルム・ハーゼ（ドイツ語版、英語版）によって建設されたレンガ造り円形アーチ様式のエールツェ駅は見応えがある。

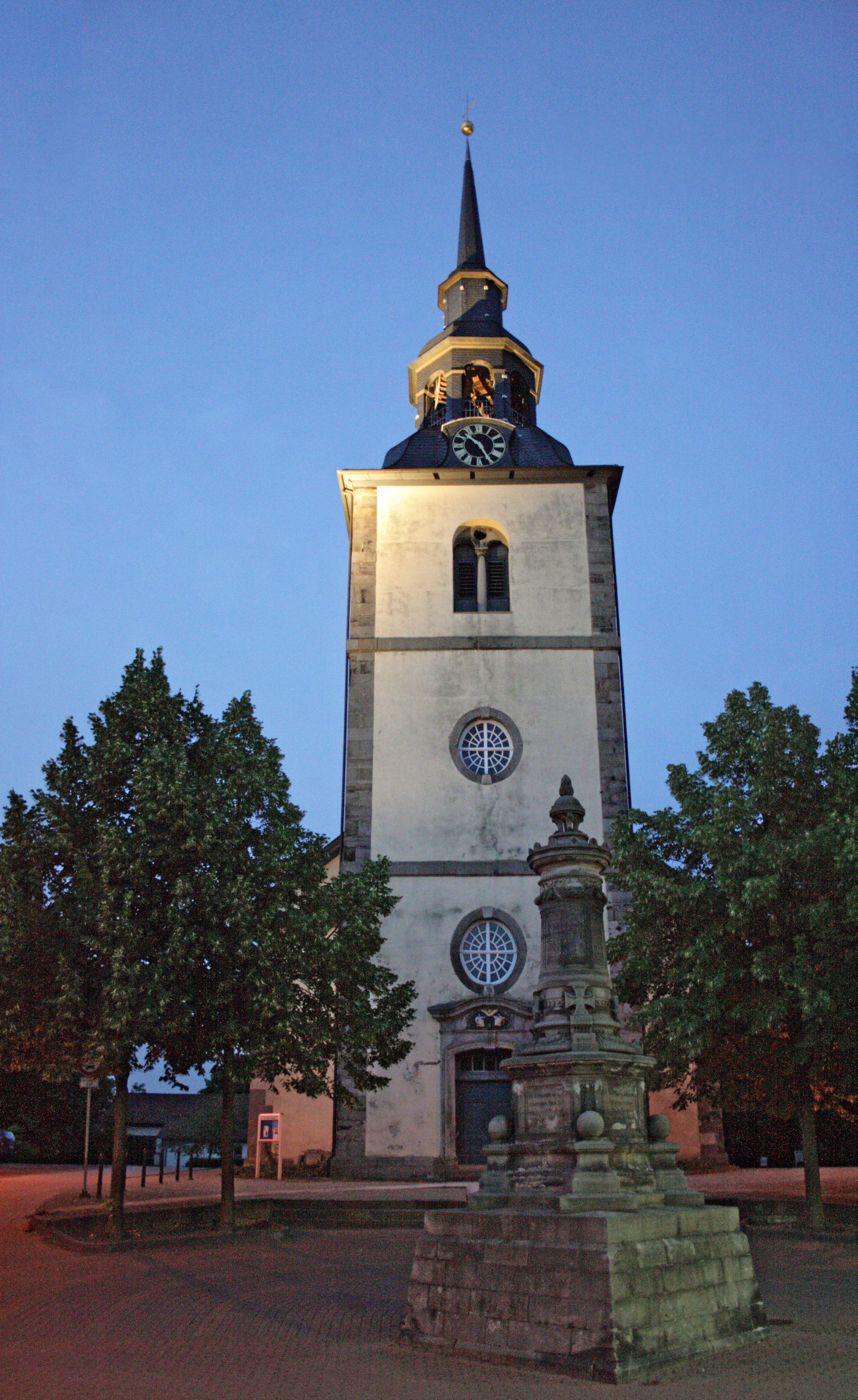
聖ペーターおよびパウル教会
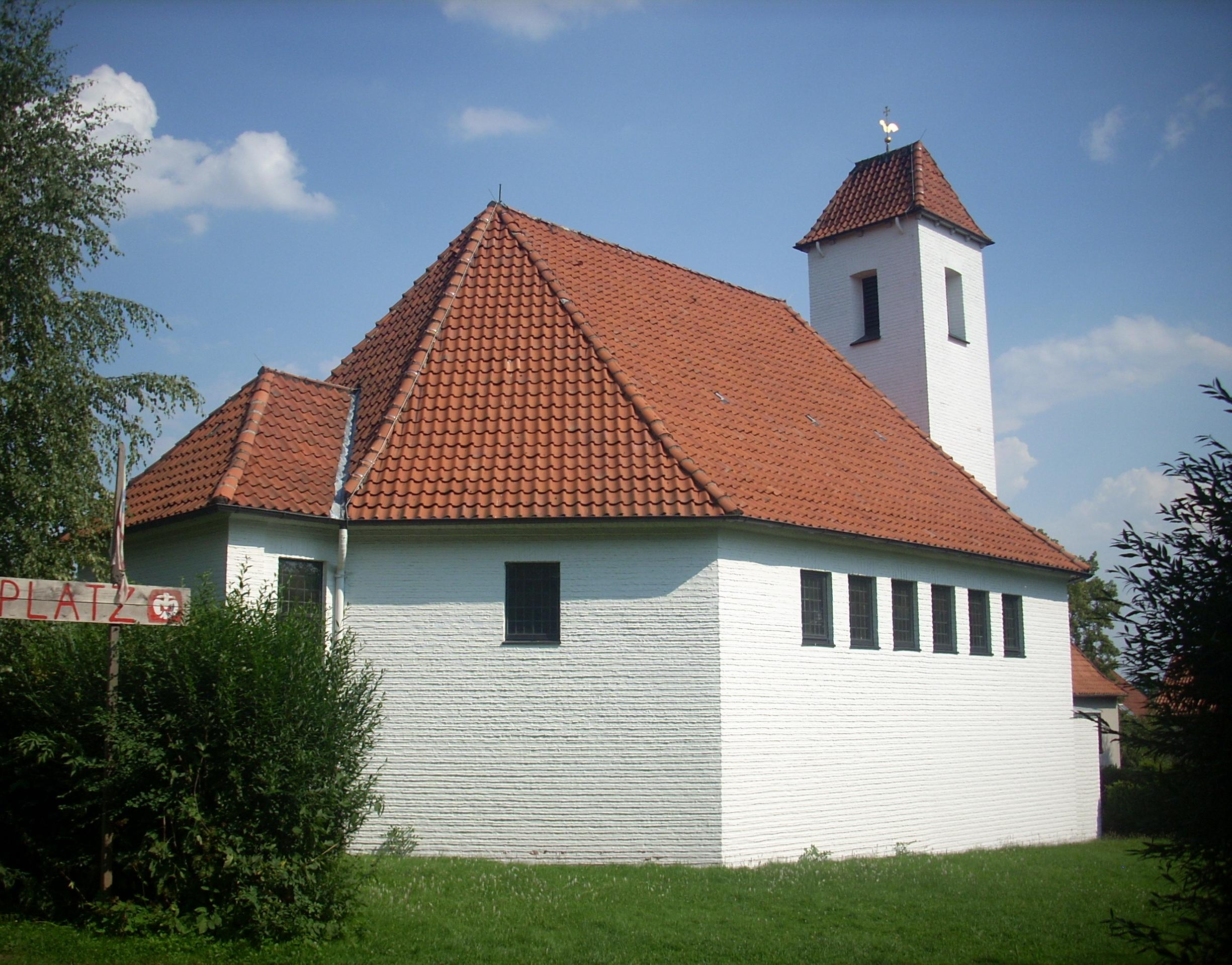
鎖につながれた聖ペテロ教会

### グローナウとブルクシュテンメンとの間のライネ河畔緑地自然保護区
「グローナウとブルクシュテンメンとの間のライネ河畔緑地自然保護」がグローナウ (ライネ) とブルクシュテンメンとの間に広がっている。この自然保護区は、ライネ川中流域の草地や、東のウート山地およびランメルス山地の麓を含む地域を保護している。周期的に洪水が起こるこの低地は、古い川筋や氾濫原を持つ蛇行する流れを特徴とする。ライネ川は、多くの場所が河畔林で覆われている。また、湿地や多年草が豊かな荒れ地も見られる。この自然保護区に含まれる斜面は森や低木林、痩せた草地や果樹園の名残を特徴とする。この自然保護区の南には、ライネ低地の旧粘土採掘場があり、採掘場と放棄された洗浄用の池が保護されている。この地域は、池、葦原などの浅瀨帯とそれに続く湿地が併存しているのが特徴である。ここは水鳥にとって繁殖、休息、越冬のための重要なビオトープとなっている。

### 年中行事
- 毎年5月1日にドイツ連邦技術救助隊（ドイツ語版、英語版）のエールツェ支部がエールツェのメイポールを設置している。
- 毎年12月にエールツェ学校センターでエールツェ学校サッカー大会が開催される。この大会には5校が参加し、いくつかの対戦クラスでチャンピオンが選ばれる。
- 毎年4月から9月まで「ヴィッテンブルクの夏」が開催される。
- 毎年バラの月曜日（ドイツ語版、英語版）前の最後の土曜日に、MTVエールツェの伝統的な謝肉祭の行事「プッシェンバル」が開催される。

## 経済と社会資本

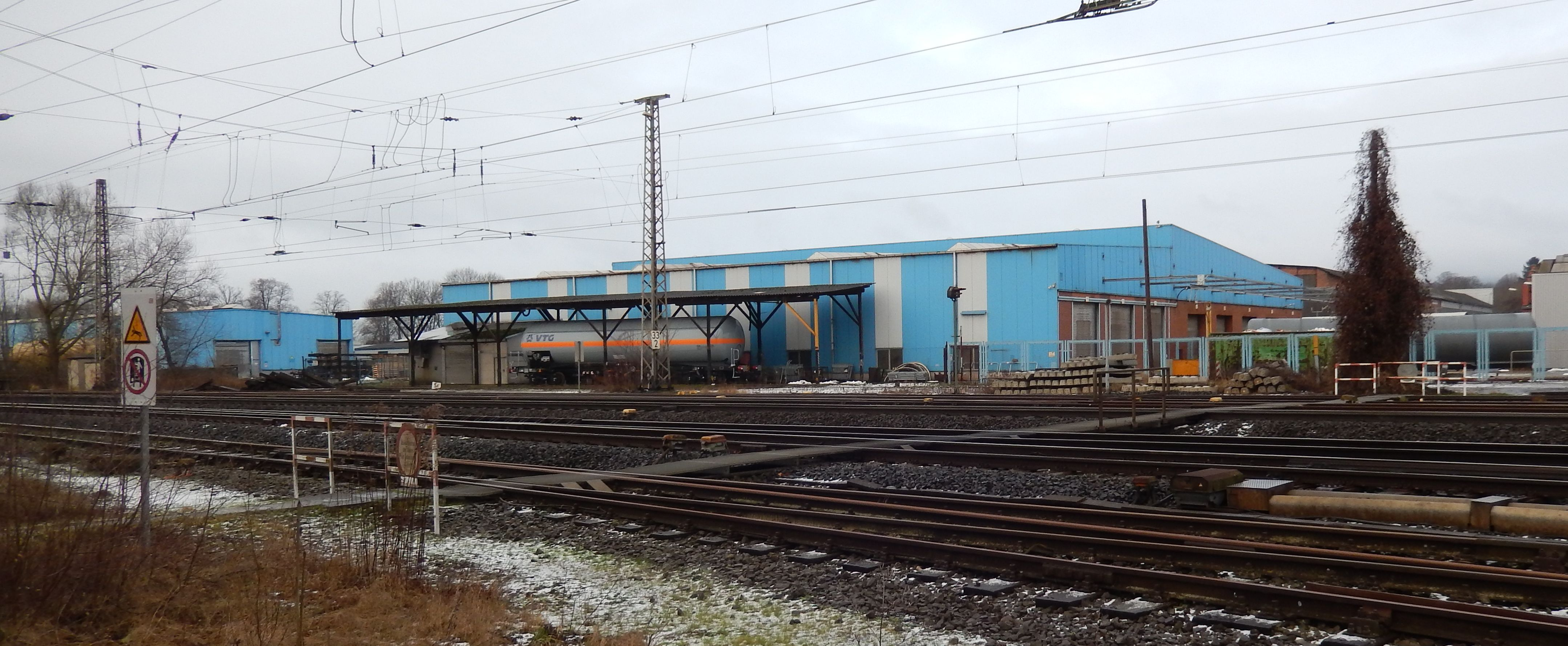
グラーフ車輌製造の工場

### 経済
町の東側、鉄道沿いに、いくつかの工業系企業が立地している。2008年から VTG AG 傘下に入ったグラーフ車輌製造 GmbH や2017年に119年の歴史に幕を下ろしたプライスナー GmbH（鋳鉄業者）がここにある（あった）。

### 公共施設・機関
エールツェには、周辺市区を含めて合計5園の幼稚園と1箇所の託児所がある。特別なサービスとしてエールツェ市は数年前からバスサービスを行っている。これによって保護者の負担が軽減され、必ずしも最寄りの幼稚園を選択しなくてもよくなった。

### 教育
エールツェには、周辺市区を含めて合計5校の学校がある。
市の北東部の鉄道沿いにクリストフォルフ＝シューレ「ユーゲントドルフ・エールツェ」（直訳: エールツェ青年村）がある。この州立ギムナジウムは、福音主義教会と近い関係にある教育福祉団体ドイツ・キリスト教青年村教会 (CJD)に属しており、寄宿舎やスポーツ施設を含む学校運営の他に、音楽学校、幼稚園、乗馬施設を併設している。近年、CJD エールツェのスポーツ・健康センターが建設され完成した。CJDはさらに、特別支援教育に重点を置く養護学校を運営しており、2019年からは実科学校も運営している。
エールツェ中核市区とメーレ地区にそれぞれ1校の基礎課程学校がある。

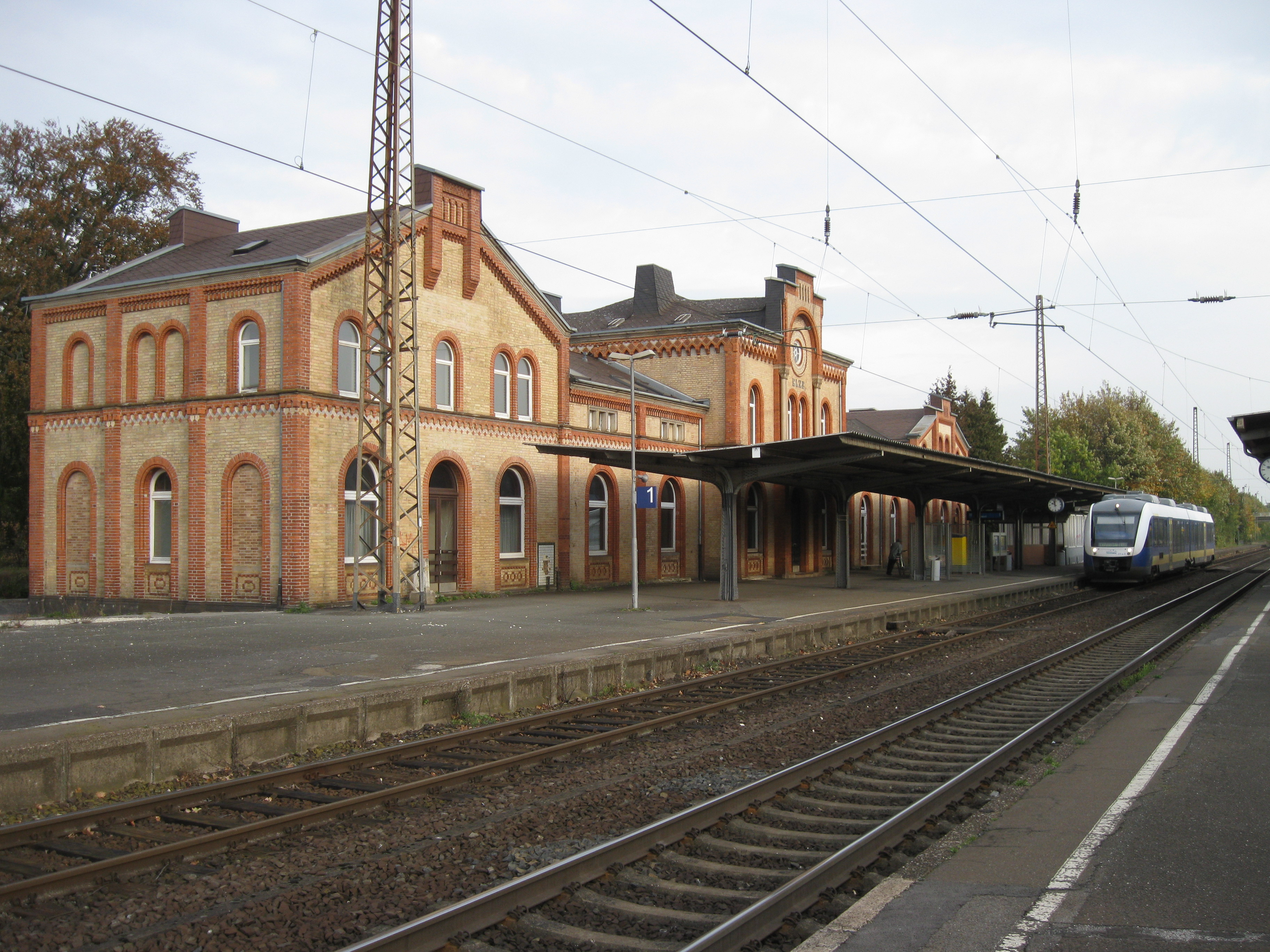
エールツェ駅

### 交通
本市は、鉄道ハノーファー - ゲッティンゲン線（ハノーファー南部鉄道）とハーメルン - ヒルデスハイム線（ヴェーザー鉄道）との交通結節点にあたる。地区間や隣接する地域間の交通は、ヒルデスハイム地域交通 GmbH (HVHI) の路線バスが担っている。エールツェには連邦道 B3号線と B1号線とのジャンクションがある。

#### エールツェ駅
エールツェ駅には高速鉄道のICE 26番路線の一部が停車する。この駅からは乗り換えなしでハノーファー、ゲッティンゲン、ヒルデスハイム/ボーデンブルク方面に行くことができ、ハーメルン/レーネ (ヴェストファーレン)行きのヴェーザー鉄道が運行している。
| 識別番号 | 行程 | 運行間隔 | 運営会社                 |
| -------- | --- | -------- | ------------------------ |
| RE 2     | メトロノーム （ユルツェン - ツェレ -）ハノーファー - ノルトシュテンメン - エールツェ - クライエンゼン - ノルトハイム - ゲッティンゲン | 60分     | メトロノーム鉄道会社     |
| RB 77    | ヴェーザー鉄道 ヘルフォルト - レーネ (ヴェストファーレン) - バート・エーンハウゼン南 - フロートー - リンテルン - ヘッシシュ・オルデンドルフ - ハーメルン - コッペンブリュッゲ - マリエナウ (コッペンブリュッゲ) - オスターヴァルト - エールツェ (ハノーファー) - ノルトシュテンメン - エンメルケ - ヒルデスハイム中央駅 | 60分     | スタート・ドイチュラント |

（2021年12月12日現在）

## 人物

### 出身者
- ユストゥス・ゲゼニウス（ドイツ語版、英語版）（1601年 - 1673年）神学者、賛美歌の作詞家。
- ルイス・クリューガー（ドイツ語版、英語版）（1857年 - 1923年）数学者、測地学者
- フィリップ・フルトヴェングラー（1869年 - 1940年）数学者
- ギュンター・ハルム（ドイツ語版、英語版）（1922年 - 2017年）軍人。騎士鉄十字章およびドイツ連邦共和国功労勲章受章者。

### ゆかりの人物
- ウワディスワフ・コザキエビッチ（1953年 - ）陸上競技選手。1980年モスクワオリンピックの棒高跳金メダリスト。エールツェの CJD クリストフォルスシューレで教師を務めた。
- アンドレアス・ボウェンシュルト（1965年 - ）政治家、ブレーメン州首相を務めた。エールツェで育った。
- ヘンドリク・ハーネ（ドイツ語版、英語版）（1986年 -  ）サッカー選手。かつてエスベック地区に住んでいた。

## 関連図書
- Franz Anton Blum (1805). Geschichte des Fürstenthums Hildesheim. Wolfenbüttel. pp. 21-
- Gerd Lüttig (1960), “Neue Ergebnisse quartärgeologischer Forschung im Raume Alfeld-Hameln-Elze”, Geologisches Jahrbuch (Hannover):  pp. 337–390
- Werner Müller (2004). Ausgewählte Daten zur Geschichte der Stadt Elze mit ihren Ortsteilen Esbeck, Mehle, Sehlde, Sorsum, Wittenburg, Wülfingen. Schriftenreihe des Heimat- und Geschichtsvereins Elze, Heft 4 (2 ed.). Elze
- Werner Müller (2000). Denkmale in der Einheitsgemeinde Elze mit ihren Ortsteilen Esbeck, Mehle, Sehlde, Sorsum, Wittenburg und Wülfingen. Schriftenreihe des Heimatmuseums Elze, Nr. 5. Elze
- Hildesheimer und Kalenberger Börde. Natur und Landschaft im Landkreis Hildesheim. Mitteilungen der Paul-Feindt-Stiftung, Band 5. Hildesheim. (2005). ISBN 978-3-8067-8547-0
- Jürgen Huck (1978). Elze in alten Ansichten. Zaltbommel (Niederlande): Europäische Bibliothek
- Jürgen Sempf (2007). : Elzer Alltagsimpressionen. Ein Rundgang durch die Geschichte. Erfurt: Sutton Verlag. ISBN 978-3-86680-089-2
- Nadine Pflüger; Werner Beermann (2007). Der Architekt Conrad Wilhelm Hase und seine Bauten aus früher Zeit. Die Bahnhöfe Elze und Nordstemmen. Schriftenreihe des Heimat- und Geschichtsvereins Elze und seiner Ortsteile e. V., Heft 7. Elze
- Ferdinand Heinrich Müller (1841). Die deutschen Stämme und ihre Fürsten: oder, Historische Entwickelung der territorial-Verhältnisse Deutschlands im Mittelalter, Zweiter Theil, Geschichte der deutschen Stämme in Verbindung mit dem fränkischen Reiche der Merowingen und Karolingen. Berlin: C. G. Lüderitz. p. 509
- Sascha Aust et al. (2005). Kirchen, Klöster und Kapellen in der Region Hannover. Hannover. ISBN 978-3-7859-0924-9